# Adolf Mylius
Adolf Mylius, geboren als Adolf Laban (* 30. März 1847 in Pressburg, Kaisertum Österreich; † 29. Dezember 1919 in Traunstein, Deutsches Reich), war ein deutsch-österreichischer Bühnenschauspieler.

## Leben und Wirken
Mylius, ein aus der heutigen slowakischen Hauptstadt Bratislava stammender, schauspielerischer Autodidakt, hatte kurzzeitig in Wien studiert, ehe er sich für die Schauspielerei entschied. Seinen Einstand als Theatermime gab er am Ostermontag des Jahres 1867 in Linz. Es folgte die klassische Ochsentour durch die Provinz, und Mylius wirkte an österreich-ungarischen Bühnen wie die in Krems, Triest, Olmütz und Lemberg. Zu Beginn der 1870er Jahre folgten Theaterverpflichtungen nach Deutschland, wo man ihn in Regensburg, Düsseldorf, Würzburg, Straßburg und Bremen sehen konnte.
Zurück in der k.u.k.-Heimat ging Mylius 1877 nach Brünn und folgte ein Jahr später einer Verpflichtung an das Wiener Stadttheater, wo er sich im Fach des Helden und Ersten Liebhabers durchsetzte. 1880 ging er ans Leipziger Stadttheater und 1882 an das Hamburger Stadttheater, dem er als Charakterinterpret in den kommenden drei Jahrzehnten bis zu seiner Pensionierung im Jahre 1912 die Treue halten sollte. Noch vor der Vollendung seines 60. Lebensjahres hatte Mylius nach eigener Auskunft über 1000 Rollen in klassischen wie modernen Stücken gespielt. Außerdem engagierte er sich an zentraler Stelle in der Genossenschaft Deutscher Bühnenangehöriger. Nach seiner Pensionierung zog er sich mit seiner Frau und seinem Adoptivsohn nach Traunstein in Oberbayern zurück.